# Santo Antônio do Rio Abaixo
Santo Antônio do Rio Abaixo est une municipalité brésilienne de l'État du Minas Gerais et la microrégion de Conceição do Mato Dentro.